# IC 2581
IC 2581 är en öppen stjärnhop som är belägen ungefär 1 grad väster om NGC 3293. Detta är en hop med cirka 25 stjärnor samlade runt en verkligt iögonfallande stjärna med magnituden 5. De 25 stjärnorna syns betydligt tydligare med kraftig förstoring, och med ett 100 mm teleskop kan en observatör enkelt separera hopen.